# 県道142号 (台湾)
県道142号（けんどう142ごう）は、彰化県鹿港鎮から同県彰化市を結ぶ、全長9.9kmの台湾の県道である。

## 通過する自治体
- 彰化県
  - 鹿港鎮
  - 福興郷
  - 鹿港鎮
  - 福興郷
  - 秀水郷
  - 彰化市

## 接続する道路
- 県道135号
- 県道134甲線
- 台19線

## 施設
- 鹿港天后宮